# Françoise Pitel
Françoise Pitel de Longchamp (17. ledna 1662 – 30. září 1721) byla francouzská herečka, známá především pod svým uměleckým jménem Mademoiselle Raisin. V roce 1701 odešla do hereckého důchodu a stala se milenkou Ludvíka Francouzského, korunního prince a syna francouzského krále Ludvíka XIV. S princem zplodila tři dcery.

## Život
Narodila se 17. ledna 1662 v Grenoble. Jejím otcem byl Henri Pitel de Longchamp a její matkou Charlotte Legrand. Oba její rodiče, děd a sestra se rovněž živili herectvím.
Françoise byla jako herečka zaměstnána v roce 1679 v divadle Hôtel de Bourgogne v Paříži. V roce 1680 se stala členkou souboru Comédie-Française. Patřila k hvězdným atrakcím divadla a úspěšně ztvárňovala role hrdinek v komediích a princezen v tragédiích.
Dne 27. listopadu 1679 se provdala za talentovaného francouzského herce Jean-Baptiste Raisina. Během svého třináctiletého manželství se jim narodilo celkem 8 dětí.
Jako vdova se stala milenkou francouzského korunního prince Ludvíka a spolu s ním měla tři dcery:
- Mlle de Fleury, zemřela v kojeneckém věku
- Anne-Louise, Mlle de Fleury, později zvaná Madame d'Avaugour (1695 – srpen 1716)
- Charlotte, Mlle de Fleury, později zvaná Mademe de La Jonchère (6. února 1697 – 1750)

V roce 1701 ukončila svou hereckou kariéru a stala se tak naplno milenkou prince Ludvíka. Po jeho smrti v roce 1711 žila v bohatství ve svém vlastním domě.
Zemřela 30. září 1721 ve Vignats.